# L.A. (ライト・アルバム)
『L.A.（ライト・アルバム）』 (L.A. (Light Album)) は、1979年にリリースされたザ・ビーチ・ボーイズのアルバム。リプリーズ・レコードからCBS傘下のカリブ・レコードに移籍して第1弾のアルバム。彼らのレーベル、ブラザー・レコードは経営を続けていたが、当時の彼らのマネージャー、シカゴの元プロデューサーであったジェームズ・ガルシオは自身のレーベルであるカリブ・レコードにビーチ・ボーイズを移籍させ、ブラザー・レコードと共にアルバム配給する契約を行った。

## 解説
本作ではブライアンの体調悪化に伴い、ブルース・ジョンストンが共同プロデュースを行うことになり、バンドに復帰した。
マイク・ラブ作の「想い出のスマハマ」は、「スマハマ」という海岸を歌ったもので、歌詞の後半は日本語である。マイクは自伝"Good Vibrations: My Life as a Beach Boy"の中で、歌詞は当時の婚約者スマコにインスパイアされたものだと語っている。スマコは韓国系の血を引くが、母親とともにアメリカで育ち、父親には会ったことがなかった。そこで、父親を探すために、母親と一緒にスマ浜に行きたいと願う若い娘を描いたという.。この曲は日本でのみ「想い出のスマ浜」としてシングルカットされた。ラジオ関西のアナウンサー木元英治はそのライナーノートで、ブルース・ジョンストンの話によると「スマ浜」が神戸の須磨海岸であることはほぼ確実であると記しており、発売当初から「スマハマ」は須磨の海岸であると考えられてきたが、2012年（平成24年）9月14日放送の「探偵!ナイトスクープ」ではマイク・ラブ自身が須磨の海岸を歌った歌だと明言している。このアルバムのジャケットには各収録曲をイメージしたカードが留められたカードボードがデザインされているが、この曲のカードには芸者や武士のイラストが描かれている。
デニスの提供した2曲「ベイビー・ブルー」「ラヴ・サラウンズ・ミー」は、内容がコマーシャル性に欠けるという理由で、CBSに発売を拒否された彼の2作目のソロ・アルバム『バンブー』から、リミックスの上転用されたものである。この2曲がデニスにとって、ビーチ・ボーイズで発表した最晩年のオリジナル曲となった。
このアルバムからはブライアンとカールの共作「グッド・タイミン」、アルの作品「レディ・リンダ」、『ワイルド・ハニー』収録の同名曲をディスコアレンジした「ヒア・カムズ・ザ・ナイト」がシングルカットされているが、中でも「レディ・リンダ」は、全英シングルチャート7位のヒットを記録した。

## 曲目
1. グッド・タイミン - Good Timin'  (Brian Wilson/ Carl Wilson) 2:12
2. レディ・リンダ - Lady Lynda (Alan Jardine/ Ron Altbach) 3:58
3. フル・セイル - Full Sail (Carl Wilson/Geoffrey Cushing-Murray) 2:56
4. エンジェル・カム・ホーム - Angel Come Home (Carl Wilson/ Geoffrey Cushing-Murray) 3:39
5. ラヴ・サラウンズ・ミー - Love Surrounds Me (Dennis Wilson/Geoffrey Cushing-Murray) 3:41
6. 想い出のスマハマ - Sumahama (Mike Love) 4:30
7. ヒア・カムズ・ザ・ナイト - Here Comes the Night (Brian Wilson/Mike Love) 10:51
8. ベイビー・ブルー - Baby Blue (Dennis Wilson/Gregg Jacobson/Karen Lamm) 3:25
9. ゴーイン・サウス - Goin' South (Carl Wilson/Geoffrey Cushing-Murray) 3:16
10. ショートニン・ブレッド - Shortenin' Bread (Adapted by Brian Wilson) 2:49